# Gouvernement Hama
Das Gouvernement Hama (arabisch محافظة حماة, DMG Muḥāfaẓat Ḥamāh) ist eines der 14 syrischen Gouvernements und liegt im westlich-zentralen Teil des Landes. Die Fläche ist je nach Quelle zwischen 8.844 km² und 8.883 km² groß. Die Bevölkerung beträgt 1.416.000 Menschen (Stand 2005). Der Verwaltungssitz ist Hama, eine weitere bedeutende Stadt in diesem Gouvernement ist Kafr Buhum.

## Distrikte
Das Gouvernement ist in fünf Distrikte (Mintaqa) unterteilt:
| Distrikt                 | Orte (Hauptort in fett)                                             |
| ------------------------ | ------------------------------------------------------------------- |
| Distrikt Hama            | Abu Adschwa, Hama, al-Hamra’, Hirbnafsah, Suran                     |
| Distrikt Masyaf          | Ain Halaqim, Awdsch, Dschubb Ramla, al-Hurayf, Masyaf, Wadi al-Uyun |
| Distrikt Mhardeh         | Kafr Zita, Karnaz, Mhardeh                                          |
| Distrikt Salamiyya       | Barri Scharqi, as-Saʿn, Sabbura, Salamiyya, Uqayribat               |
| Distrikt as-Suqailabiyya | Qal'at al-Mudiq, Tell Salhab, Schatha, as-Suqailabiyya, az-Ziyara   |